# Leptopus cordifolius
Leptopus cordifolius là một loài thực vật có hoa trong họ Diệp hạ châu. Loài này được Decne. mô tả khoa học đầu tiên năm 1844.